# Wiseman (Alasca)
Wiseman é uma Região censo-designada localizada no estado americano de Alasca, no Distrito de Yukon-Koyukuk.

## Demografia
Segundo o censo americano de 2000, a sua população era de 21 habitantes.

## Geografia
De acordo com o United States Census Bureau, a localidade tem uma área de 202,4 km², dos quais 202,3 km² cobertos por terra e 0,1 km² cobertos por água.

## Localidades na vizinhança
O diagrama seguinte representa as localidades num raio de 104 km ao redor de Wiseman.